# Delovno taborišče
Delovno taborišče (nemško Arbeitslager) je podvrsta koncentracijskega taborišča, v katerem so zaporniki primorani v opravljanje prisilnega dela.
Zaprtje v delovno taborišče predstavlja po eni strani kazen za kriminalna dejanja, neželene politične in verske nazore, po drugi strani pa služi predvsem gospodarskim interesom, tj. Izkoriščanje brezplačne delovne sile.
Delovna taborišča so se skozi zgodovino vedno znova pojavljala. Pogosto so znak nedemokratičnih režimov (npr. fašizem).
Nekaj primerov iz zgodovine:
- množično pridrževanje sužnjev v Rimskem kraljestvu, v antični Grčiji: npr. gladiatorji
- prisilne delavnice v Nemškem cesarstvu, evropskem srednjem veku
- delovna taborišča za izgnance in prisilno delo v zaporih v ruskem cesarstvu
- sovjetska delovna taborišča (gulag)
- delovna in druga taborišča v času nacionalsocializma v Nemčiji
- delovna taborišča  na Kitajskem (laogai), v Vietnamu, Severni Koreji in Kambodži
- nekateri zapori v ZDA